# 샬럿 왕비: 브리저튼 외전
《샬럿 왕비: 브리저튼 외전》(영어: Queen Charlotte: A Bridgerton Story)은 넷플릭스에서 2023년 5월 공개된 미국의 시대극 드라마이다. 드라마 《브리저튼》의 캐릭터 샬럿 왕비의 젊은 시절을 다룬 프리퀄 스핀오프 작품이다.